# 1950 en combiné nordique
| Années du combiné nordique : 1947 - 1948 - 1949 - 1950 - 1951 - 1952 - 1953    |
| Décennies du combiné nordique : 1920 - 1930 - 1940 - 1950 - 1960 - 1970 - 1980 |

Cette page reprend les résultats de combiné nordique de l'année 1950.

## Festival de ski d'Holmenkollen
L'édition 1950 du festival de ski d'Holmenkollen fut remportée par le Norvégien Simon Slåttvik
devant le Finlandais Heikki Hasu et Kjetil Mårdalen, compatriote du vainqueur.

## Jeux du ski de Lahti
L'épreuve de combiné des Jeux du ski de Lahti 1950 fut remportée par un coureur norvégien, Ottar Gjermundshaug, devant les Finlandais Heikki Hasu et Eeti Nieminen.

## Jeux du ski de Suède
Les Jeux du ski de Suède 1950 eurent lieu à Östersund. L'épreuve de combiné fut remportée par le Suédois Sven Israelsson devant les Norvégiens Per Sannerud et Simon Slåttvik.

## Championnat du monde
Le championnat du monde eut lieu à Lake Placid, aux États-Unis.
L'épreuve de combiné s'est déroulée le 1er février. Elle fut remportée par le Finlandais Heikki Hasu devant les Norvégiens Ottar Gjermundshaug et Simon Slåttvik.

## Championnats nationaux

### Championnats d'Allemagne

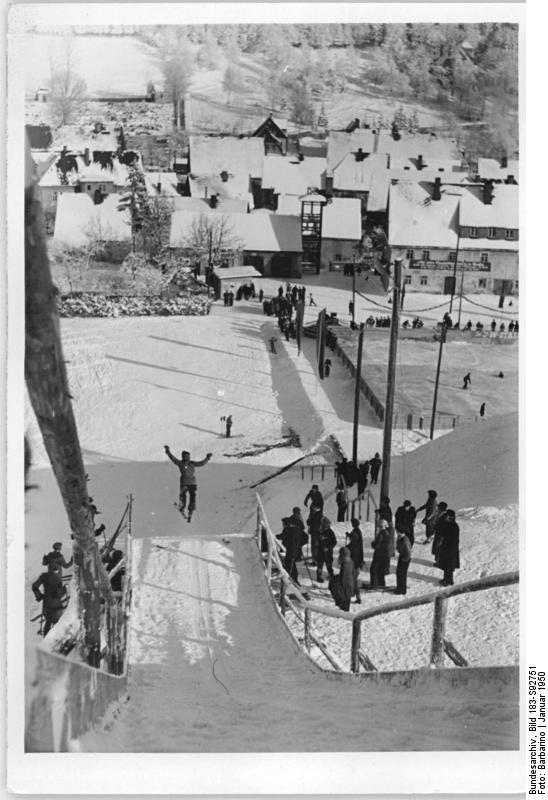
Vue des Championnats de Saxe de combiné à Altenberg-Geising.

Les résultats des deux Championnats d'Allemagne de combiné nordique 1950 manquent.

### Championnat d'Estonie
Le Championnat d'Estonie 1950 se déroula à Võru. Il fut remporté par Paul Pahla devant Hugo Kaselaan, champion 1946 et 1947 et vice-champion sortant. Le troisième de l'épreuve est Endel Kull.

### Championnat des États-Unis
Le championnat des États-Unis 1950 se déroula à Berlin, dans le New Hampshire. Il a été remporté par Gordon Wren.

### Championnat de Finlande
Les résultats du championnat de Finlande 1950 manquent.

### Championnat de France
Les résultats du championnat de France 1950 manquent.

### Championnat d'Islande
Le championnat d'Islande 1950 fut remporté par Jónas Ásgeirsson.

### Championnat d'Italie
Le championnat d'Italie 1950 fut remporté par Alfredo Prucker ; ce dernier fut vice-champion en 1948 et troisième un an plus tôt. Il s'impose devant Franz Costa et Piero Pennacchio (de).

### Championnat de Norvège
Le championnat de Norvège 1950 se déroula à Asker, sur le Furubakken.
Le vainqueur fut Ottar Gjermundshaug, suivi par Eilert Dahl et le champion sortant, Simon Slåttvik.

### Championnat de Pologne
Le championnat de Pologne 1950 fut remporté par Józef Daniel Krzeptowski (pl), du club SNPTT Zakopane, pour la troisième fois consécutive.

### Championnat de Suède
Le championnat de Suède 1950 a distingué le champion sortant, Sven Israelsson, du club Dala-Järna IK ; c'était là son cinquième et dernier titre. Le club champion fut le IFK Kiruna : ces résultats sont en tous points identiques à ceux de 1948.

### Championnat de Suisse
Le Championnat de Suisse 1950, qui eut lieu à Crans-Montana, permit à Jacques Perreten de devenir champion. Il s'impose devant le champion sortant, Alfons Supersaxo, et Franz Regli.